# 120
| Calendário gregoriano                                                        | 120 CXX                       |
| Ab urbe condita                                                              | 873                           |
| Calendário arménio                                                           | -432 – -431                   |
| Calendário bahá'í                                                            | -1724 – -1723                 |
| Calendário budista                                                           | 664                           |
| Calendário chinês                                                            | 2816 – 2817                   |
| Calendário copta                                                             | -164 – -163                   |
| Calendário etíope                                                            | 112 – 113                     |
| Calendários hindus - Vikram Samvat - Calendário nacional indiano - Cáli Iuga | 175 – 176 41 – 42 3220 – 3221 |
| Calendário Holoceno                                                          | 10120                         |
| Calendário islâmico                                                          | 518 BH – 517 BH               |
| Calendário judaico                                                           | 3880 – 3881                   |
| Calendário persa                                                             | 502 BP – 501 BP               |
| Calendário rúnico                                                            | 370                           |
| Calendário solar tailandês                                                   | 663                           |

120 (CXX, na numeração romana) foi um ano bissexto do século II do Calendário Juliano, da Era de Cristo,  e as suas letras dominicais foram A e G, (52 semanas), teve início a um domingo e terminou a uma segunda-feira.
| Ano completo                       |
| ---------------------------------- |
| Ano bissexto com início ao domingo |

## Eventos

### Império Romano
- Imperador Adriano visita Britânia.
- Foss Dyke é construído na Britânia.
- Um contingente de embaixadores da Índia visita Adriano.
- Suetônio se torna o secretário ab epistolis de Adriano.
- O Portão do Mercado de Mileto é construído. (data aproximada)

### Ásia
- Mudança do nome da era de Yuanchu (sétimo ano) para Yongning da Dinastia Han do oriente da China.
- Os Citas dominam o oeste da Índia: região de Panjabe, Sind, o norte de Guzerate e a porção central.

## Nascimentos
- 8 de fevereiro – Vettius Valens, astrólogo helenístico
- Ireneu de Lyon, bispo cristão e apologista
- Luciano de Samósata, escritor satírico da Síria
- Santa Quitéria

## Mortes
- Dio Chrysostom, historiador Grego
- Nicomachus, matemático Grego (data aproximada)
- Sextus Pedius, jurista Romano
- Santo Matias de Jerusalém, bispo de Jerusalém
- Getulius, Santo Hermes, santos martirizados